# Sabulodes subalbata
Sabulodes subalbata är en fjärilsart som beskrevs av Paul Dognin 1914. Sabulodes subalbata ingår i släktet Sabulodes och familjen mätare. Inga underarter finns listade.